# Mary Gonçalves
Mary Gonçalves, nome artístico de Nice Figueiredo Rocha, (Santos, 25 de outubro de 1927) é uma atriz e cantora brasileira.
Participou, em 1944, do filme Gente Honesta, mas seu nome não apareceu nos créditos oficiais. No início da década de 1950, foi contratada pela Rádio Nacional. Estreou em disco em 1951, pela gravadora Sinter, interpretando os sambas-canção Penso em você e Só eu sei (Paulo Soledade e Fernando Lobo), acompanhada de Lírio Panicali e seu conjunto de boate. Em seguida, gravou o bolero Aquele beijo (Claribalte Passos e Lírio Panicali) e o samba-canção Chega mais (Pernambuco e Marino Pinto), com a orquestra de Lírio Panicali. Ainda nesse ano, gravou o samba São Paulo (Antônio Maria e Paulo Soledade) e a marcha Carnaval na Bienal (Heitor dos Prazeres). Nessa época, passou a atuar como contratada na Rádio Nacional.
Em 1952, foi eleita a Rainha do Rádio por 744.826 votos. Nesse ano, gravou pela Sinter o LP Convite ao romance no qual incluiu três composições de Johnny Alf: Estamos sós, O que é amar e Escuta. Lançou também, em disco de 78 rpm, os sambas-canção Rotina (Billy Blanco) e Vem depressa (Klécius Caldas e Armando Cavalcânti). No ano seguinte, gravou com Lírio Panicali & Orquestra o baião Coreana (Humberto Teixeira e Felícia de Godoy) e o bolero Aperta-me em teus braços (José Maria de Abreu e Jair Amorim). Gravou também o samba-canção Podem falar (Johnny Alf).
Em 1954, encerrou sua discografia na Sinter com o samba-canção Dentro da noite (Oscar Bellani e Luiz de França) e o beguine Não vá agora (Billy Blanco). No mesmo ano, foi contratada pela Odeon e gravou o bolero Obsessão (José Maria de Abreu e Jair Amorim) e o samba-canção Diga (Júlio Nagib). Gravou no ano seguinte o samba-canção Nem eu (Dorival Caymmi) e o baião Meu sonho (Luiz Bonfá).
Em 1956, gravou o samba Deixa disso (Newton Ramalho e Nanci Wanderley) e o samba-canção Patati-patatá (Hianto de Almeida e Francisco Anísio). Segundo o jornalista e pesquisador Sylvio Túlio Cardoso, ela "Gravou excelentes discos para a Sinter em 1951, mas os mesmos não tiveram boa repercussão devido a péssima qualidade técnica que o produto daquela gravadora ostentava na ocasião." Ainda na década de 1950, abandonou a carreira artística e foi viver na Colômbia.

## Filmografia

### Cinema
| Ano  | Título                        | Personagem               |
| ---- | ----------------------------- | ------------------------ |
| 1944 | Gente Honesta                 | —                        |
| 1945 | Vidas Solidárias              | —                        |
| 1945 | Não Adianta Chorar            | —                        |
| 1945 | Cem Garotas e um Capote       | Garota                   |
| 1946 | Fantasma por Acaso            | Sonia Resende            |
| 1947 | Asas do Brasil                | —                        |
| 1951 | Colar de Coral                | —                        |
| 1952 | Barnabé, Tu És Meu            | Cantora                  |
| 1952 | Está com Tudo                 | —                        |
| 1953 | Toda A Vida em Quinze Minutos | Proprietária dos Cavalos |
| 1954 | O Petróleo é Nosso            | Jane                     |